# Kačka labradorská
Kachna labradorská (Camptorhynchus labradorius) je vyhynulý druh kachny, který se vyskytoval na atlantském pobřeží Severní Ameriky od Labradoru na jih do roku 1875. Poslední exemplář byl zabit téhož roku. Kačer byl na hlavě a na lopatkách bíle zbarven. Kolem krku měl tenký černý proužek a černé temeno. Jinak byl celý černý. Kachna byla hnědošedé barvy s velkou bílou skvrnou na křídle. Dnes se s ní můžeme setkat jen jako exemplář v muzeu. Hlavní příčinou vyhynutí tohoto druhu byl lov, přestože neměla chutné maso, dále také rozrůstání lidské populace, kvůli kterému ubývalo vhodné potravy pro tento druh.